# Panamá (provins)

Provinsens läge i Panama.

Staden Panamás vapen.

Provinsen Panamá (Provincia de Panamá) är en av Panamas 9 provinser.

## Geografi
Panamá har en yta på cirka 11 671 km² med cirka 1,6 milj invånare. Befolkningstätheten är 46 invånare/km².
Huvudorten är Ciudad de Panamá med cirka 800 000 invånare som också är landets huvudstad.

## Förvaltning
Provinsen förvaltas av en Gobernador (guvernör), ISO 3166-2-koden är "PA-08".
Panamá är underdelad i 11 distritos (distrikt) och 111 corregimientos (division):
- Arraiján: 445 km² med

Arraiján, Juan Demóstenes Arosemena, Nuevo Emperador, Santa Clara, Veracruz, Vista Alegre, Burunga, Cerro Silvestre
- Balboa: 329 km² med

San Miguel, La Ensenada, La Esmeralda, La Guinea, Pedro González, Saboga
- Capira: 977 km² med

Capira, Caimito, Campana, Cermeño, Cirí de Los Sotos, Cirí Grande, El Cacao, La Trinidad, Las Ollas Arriba, Lídice, Villa Carmen, Villa Rosario, Santa Rosa
- Chame: 376 km² med

Chame, Bejuco, Buenos Aires, Cabuya, Chicá, El Líbano, Las Lajas, Nueva Gorgona, Punta Chame, Sajalices, Sorá
- Chepo: 5 215 km² med

Chepo, Cañita, Chepillo, El Llano, Las Margaritas, Santa Cruz de Chinina,Madungandí, Tortí
- Chimán: 1 034 km² med

Chimán, Brujas, Gonzalo Vásquez, Pásiga, Unión Santeña
- La Chorrera: 2 011 km² med

Barrio Balboa, Barrio Colón Amador, Arosemena, El Arado, El Coco, Feuillet, Guadalupe, Herrera, Hurtado, Iturralde, La Represa, Los Díaz, Mendoza, Obaldía, Playa Leona, Puerto Caimito, Santa Rita
- Panamá: 625 km² med

San Felipe, El Chorrillo, Santa Ana, La Exposición o Calidonia, Curundú, Betania, Bella Vista, Pueblo Nuevo, San Francisco, Parque Lefevre, Río Abajo, Juan Díaz, Pedregal, Ancón, Chilibre, Las Cumbres, Pacora, San Martín, Tocumen, Las Mañanitas, 24 de Diciembre
- San Carlos: 337 km² med

San Carlos, El Espino, El Higo, Guayabito, La Ermita, La Laguna, Las Uvas, Los Llanitos, San José
- San Miguelito: 50 km² med

Amelia Denis De Icaza, Belisario Porras, José Domingo Espinar, Mateo Iturralde, Victoriano Lorenzo, Arnulfo Arias, Belisario Frías, Omar Torrijos, Rufina Alfaro
- Taboga: 12 km² med

Taboga, Otoque Occidente, Otoque Oriente